# Biologia medyczna
Biologia medyczna – dyscyplina naukowa z pogranicza biologii i medycyny, obejmująca działy nauki i techniki posiadające zwykle w nazwie przedrostek "bio-", znajdujące jednocześnie zastosowanie w ochronie zdrowia i/lub diagnostyce laboratoryjnej. Biologia medyczna od kilku lat stanowi osobny kierunek nauczania na poziomie uniwersyteckim i doktoranckim, jak również specjalizację wielu zakładów naukowo-badawczych.
Alternatywne nazewnictwo dziedzin biologicznych mających zastosowanie w medycynie (podział w zależności od profilu i przedmiotu zainteresowań):
- klasyczna biologia medyczna,
- biotechnologia[18] medyczna,
- biologia molekularna,
- biologia medyczna w medycynie molekularnej,
- biotechnologia medyczna w medycynie molekularnej,
- biologia molekularna w medycynie molekularnej,
- medyczna biologia molekularna i inne.

## Działy specjalizacji biologia medyczna

### Działy związane z metodologią biologii molekularnej
Dyscypliny związane z biologią medyczną i wykorzystujące metodologię biologii molekularnej stanowią podstawę naukowo-technologiczną rozwijającej się medycyny molekularnej. Biologia molekularna znajduje zastosowanie w ochronie zdrowia, w metodach analitycznych, diagnostycznych i terapeutycznych, na poziomie genomu, transkryptomu, proteomu i metabolomu pojedynczej komórki. Metody biologii molekularnej wykorzystywane są w badaniach zależności między strukturą różnych cząsteczek a ich funkcją w komórce, umożliwiają przewidywanie fizjologicznych/patologicznych konsekwencji mutacji/zmian genetycznych, badanie przepływu informacji między poszczególnymi strukturami molekularnymi: DNA – RNA – białko – przewidywany efekt biologiczny (cecha), dostarczają narzędzi do tworzenia nowej predykcyjnej i prewencyjnej medycyny molekularnej, a w przyszłości umożliwią prowadzenie rutynowych zabiegów polegających na ukierunkowanej zmianie procesów biologicznych wybranych komórek (np rutynowej terapii genowej). Technologie wykorzystujące metody biologii molekularnej umożliwiły pozytywne zakończenie jednego z największych, wieloletnich programów międzynarodowych Projektu Poznania Ludzkiego Genomu (en. Human Genome Project, HUGO Project), jak również rozpoczęcie bardziej skomplikowanego technologicznie projektu "TCGA" budowania atlasu genomu raka (en. The Cancer Genome Atlas). Metody biologii molekularnej znajdują swoje zastosowanie zarówno w badaniach naukowych jak i w wynikających z nich aplikacjach medycznych i diagnostycznych

#### biochemia
Dział: biochemia, wykorzystywana również powszechnie w ochronie zdrowia i diagnostyce laboratoryjnej, gdzie nacisk kładzie się na badanie chemicznych właściwości cząsteczek występujących w organizmach żywych (głównie organicznych), jakościową oraz ilościową analizę biochemiczną, oznaczanie aktywności enzymatycznej itp.

#### biofizyka
Dział: biofizyka, zwłaszcza molekularna, wykorzystywana w ochronie zdrowia np. w celu: oceny wpływu fizykochemicznych właściwości oddziaływania powierzchni komórek z innymi komórkami jak również z różnymi biomateriałami, stosowania terapii fotodynamicznych nowotworów, badania wewnątrzkomórkowych zjawisk energetycznych i mechanicznych, diagnostyki z wykorzystaniem zjawiska Elektronowego Rezonansu Magnetycznego (EMR) jak również Magnetycznego Rezonansu Jądrowego (MNR).

#### biologia komórki
Dział: biologia komórki, wykorzystywana w ochronie zdrowia np. w celu: analizy morfometrycznej, parametrów przyżyciowych komórek i tkanek, zajmująca się hodowlą komórkową w tym keratynocytów (hodowla skóry dla pacjentów po oparzeniach), diagnostyką przyżyciową komórek (np namnażaniem wyselekcjonowanej puli komórek o określonych parametrach lub namnażaniem komórek w celu diagnostyki wewnątrzkomórkowych pasożytów, bakterii i wirusów) badaniami nad hodowlą komórek, tkanek i narządów do transplantacji, terapią ex-vivo, badaniem komórek nowotworowych,

#### biotechnologia
Dział: biotechnologia, znajdująca zastosowanie w ochronie zdrowia i diagnostyce laboratoryjnej, obejmująca opracowywanie i wdrażanie technologii związanych z profilaktyką, diagnostyką i terapią chorób w tym genetycznych jak również zakaźnych, umożliwia rozwój technologii molekularnych na rzecz mikrobiologii, wirusologii i parazytologii, opracowywanie nowoczesnych metod i systemów diagnostycznych, opracowywanie technologii biofarmaceutycznych (np. leków białkowych jak insulina, hormon wzrostu, leki genetyczne tj. aptamer pegaptanib stosowany w leczeniu zwyrodnienia plamki żółtej związanej z wiekiem (AMD)). Biotechnologia wraz z bioinformatyką mają największy wpływ na postęp technologiczny biomedycyny,

#### bioinformatyka
Dział: bioinformatyka medyczna, intensywnie rozwijający się dział biologii medycznej (mierzony liczbą publikacji bioinformatycznych) mający zastosowanie w ochronie zdrowia, a zwłaszcza w badaniach in silico genomu, transkryptomu, proteomu i metabolomu komórki jak również w diagnostyce laboratoryjnej np. w analizie mikromacierzy ekspresyjnych, analizie wyników badań spektrometrii masowej. Bioinformatyka ma również zastosowanie w medycznym modelowaniu biologicznym w tym przewidywania aktywności substancji farmaceutycznych, budowie użytecznych wizualizacji anatomicznych i funkcjonalnych, medycynie obrazowej i tworzeniu coraz bardziej użytecznego w ochronie zdrowia oprogramowania bio-medycznego,

#### biologia systemowa
Dział: biologia systemowa, zajmującą się badaniem złożonych oddziaływań i zależności genomu transkryptomu, proteomu i metabolomu na poziomie wzajemnego oddziaływania poszczególnych szlaków sygnałowych, oddziaływań całych systemów funkcjonalnych komórki i organizmu,

#### nanobiotechnologia
Dział: nanobiotechnologia medyczna, dział biotechnologii zajmujący się tworzeniem struktur/urządzeń o rozmiarach nanometrycznych (na poziomie pojedynczych atomów i cząsteczek),

#### tkankowa bioinżynieria materiałowa
Dział: tkankowa bioinżynieria materiałowa, mająca zastosowanie w ochronie zdrowia przez opracowywanie materiałów biomedycznych nowej generacji, określania właściwości i przydatności różnych biomateriałów do bezpośredniego zastosowania w organizmie człowieka lub też dla działu biologii komórki (np. kolagenowe trójwymiarowe hodowle komórkowe)

#### molekularna laboratoryjna biologia medyczna
Dział: molekularna laboratoryjna biologia medyczna – dział diagnostyki laboratoryjnej, wykorzystującej metody biologii molekularnej, w tym amplifikacji DNA/RNA, technik immunohistochemicznych, spektrometrii masowej białek i metabolitów, mikromacierzy ekspresyjnych, SNP, sekwencjonowania genomowego, sekwencjonowanie białek itp.

#### terapia molekularna
Dział: terapia molekularna, rozwijający się coraz intensywniej dział operujący wiedzą w zakresie biologii molekularnej (etap opracowania technologicznego) i medycyny molekularnej (etap badań klinicznych),
Biologia medyczna oparta na metodach biologii molekularnej łączy w sobie wszystkie zagadnienia rozwijającej się medycyny molekularnej, obejmującej wielkoskalowe zależności strukturalne i funkcjonalne między genomem, transkryptomem, proteomem i metabolomem człowieka, stanowiące podstawę systemu kształcenia w naukach biomedycznych, zwłaszcza w kierunkach nazywanych często "life science”.

### Działy związane z biologią klasyczną
- cytologia
- fizjologia człowieka
- fizjologia rozwoju z embriologią
- fizjologia żywienia – nauczanie na tym kierunku obejmuje też elementy toksykologi, parazytologii i ekologii; absolwenci znajdują zatrudnienie w przemyśle farmaceutycznym, medycznym i spożywczym jak też laboratoriach medycznych oraz placówkach dydaktycznych i naukowo badawczych;

### Działy biologii, mające szczególne zastosowanie w ochronie zdrowia
- mikrobiologia,
- wirusologia,
- parazytologia,
- toksykologia,
- immunologia,
- genetyka klasyczna,
- cytogenetyka

Działy te wyodrębniane są z biologii medycznej jako zupełnie niezależne dziedziny mające zastosowanie w ochronie zdrowia i diagnostyce laboratoryjnej.
Biomedycyna, w której skład wchodzą wymienione powyżej działy biologii medycznej, została również ujęta w Konwencji o Prawach Człowieka i Biomedycynie (Europejskiej Konwencji Bioetycznej).

## Zagadnienia formalno-prawne

### Komitet Badań Naukowych
- Termin biologia medyczna pojawia się w 1999 r. w wykazie dyscyplin naukowych według klasyfikacji KBN[55], wyszczególnionym w uchwale nr 24/99 Komitetu Badań Naukowych z dnia 15 września 1999 r., gdzie wyszczególniono: „…5/ Zespół Nauk Medycznych (P-5):…” z dyscypliną „… P-5.2 biologia medyczna, w tym: anatomia, cytologia, fizjologia, embriologia, biochemia w medycynie, genetyka człowieka, histologia, immunologia medyczna, mikrobiologia lekarska …”, jak również „…4/ Zespół Nauk Biologicznych, Nauk o Ziemi i Ochrony środowiska (P-4): P-4.1 biologia molekularna, biochemia, biofizyka, biotechnologia z inżynierią genetyczną,…”.
- Określenie biologia medyczna pojawia się ponownie w 2003 r. w wykazie dyscyplin naukowych według klasyfikacji KBN[56], załączonym do uchwały nr 36/2003 Komitetu Badań Naukowych z dnia 18 września 2003 r. w sprawie dziedzin nauki i dyscyplin naukowych należących do właściwości poszczególnych zespołów Komitetu Badań Naukowych piątej kadencji, gdzie na podstawie art. 8 ust. 3 ustawy z dnia 12 stycznia 1991 r. o Komitecie Badań Naukowych (Dz. U. z 2001 r. Nr 33, poz. 389 i z 2003 r. Nr 39, poz. 335) wyszczególniono pod numerem 57 dyscyplinę biologia medyczna.

### Standardy kształcenia według MNiSW
- W załączniku nr 58 dotyczącym standardów kształcenia w zakresie lekarskiego kierunku studiów[57] przedstawiono oficjalną definicję treści i spodziewanych efektów kształcenia w zakresie biologii medycznej, która została załączona do Rozporządzenia Ministra Nauki i Szkolnictwa Wyższego z dnia 12 lipca 2007 r. w sprawie standardów kształcenia dla poszczególnych kierunków oraz poziomów kształcenia, a także trybu tworzenia i warunków, jakie musi spełniać uczelnia, by prowadzić studia międzykierunkowe oraz makrokierunki (Dz. U. z dnia 13 września 2007 r.)[58], zgodnie z art. 9 pkt 2 ustawy z dnia 27 lipca 2005 r. – Prawo o szkolnictwie wyższym (Dz. U. Nr 164, poz. 1365, z późn. zm.2). Załącznik nr 58 do wymienionego powyżej rozporządzenia zawiera uporządkowane kolejno: „… III. Ramowe treści kształcenia, 3. Treści i efekty kształcenia, A. Grupa treści podstawowych, 3. Kształcenie w zakresie biologii medycznej…”, gdzie zapisano: „Treści kształcenia: Struktura i funkcje genów u Prokaryota i Eukaryota. Genetyka populacyjna. Genetyka rozwoju. Ekogenetyka. Elementy biotechnologii. Parazytologia lekarska – układ pasożyt – żywiciel. Cykle rozwojowe pasożytów człowieka. Efekty kształcenia – umiejętności i kompetencje: rozumienia genetycznej regulacji u wirusów i bakterii – organizmów prokariotycznych o nieskomplikowanej budowie genomu; rozumienia złożonej budowy i funkcji genomu organizmów eukariotycznych; oceny wpływu zanieczyszczenia środowiska czynnikami mutagennymi i kancerogennymi na organizm człowieka; rozumienia oddziaływania mutagenów z genomem człowieka; wykorzystywania podstawowych metod biologii molekularnej; rozpoznawania najczęściej spotykanych pasożytów człowieka w oparciu o znajomość ich budowy, cykli życiowych oraz podstawowych objawów chorobowych przez nie wywołanych.”. Kształcenie w zakresie biologii medycznej na kierunku lekarskim przewiduje 60 godzin.
- W załączniku nr 3 Ministra Nauki i Szkolnictwa Wyższego z dnia 12 lipca 2007 r. dotyczącego standardów kształcenia w zakresie kierunku analityki medycznej[59], w rozdziale II „Kwalifikacje absolwenta” wymieniono biologię medyczną jako jedną z dziedzin, w których absolwent analityki medycznej powinien uzyskać kwalifikacje zawodowe: „…Absolwent jest przygotowany do pracy w: medycznych laboratoriach diagnostycznych; zakładach opieki zdrowotnej prowadzących badania kliniczne; instytutach naukowo-badawczych i ośrodkach badawczo-rozwojowych; jednostkach kontrolno-pomiarowych i laboratoriach z dziedziny biologii i genetyki medycznej, higieny ogólnej, kontroli i badania żywności oraz ochrony środowiska; urzędach i instytucjach państwowych oraz samorządowych działających w dziedzinie biologii medycznej i ochrony zdrowia…”.
- Z kolei w załączniku nr 12 Ministra Nauki i Szkolnictwa Wyższego z dnia 12 lipca 2007 r. dotyczącego standardów kształcenia w zakresie kierunku biologia[60], w rozdziale „… III. Ramowe treści kształcenia, 3. Treści i efekty kształcenia, B. Grupa treści kierunkowych, 1. Kształcenie w zakresie biologii molekularnej i podstaw biotechnologii…”, stanowiącym podstawę naukowo-technologiczną biologii medycznej i rozwijającej się medycyny molekularnej, podkreślono zastosowanie tego kierunku w ochronie zdrowia i diagnostyce laboratoryjnej: „Treści kształcenia: Molekularna organizacja komórki. Struktura i funkcje białek, kwasów nukleinowych, lipidów i węglowodanów. Budowa i funkcja enzymów. Metabolizm -lokalizacja, regulacja i integracja procesów komórkowych. Zaburzenia metabolizmu. Replikacja DNA. Mutacje i naprawa DNA. Rekombinacja genetyczna. Kod genetyczny. Ekspresja genów i jej regulacja. Metody analizy genetycznej. Chromosomowa teoria dziedziczenia. Dziedziczenie pozachromosomowe. Genomika i proteomika. Molekularne podstawy chorób dziedzicznych i nowotworowych. Inżynieria genetyczna i jej podstawowe narzędzia. Diagnostyka molekularna. Terapia genowa. Budowa i zróżnicowanie mikroorganizmów. Fizjologia drobnoustrojów. Wirusologia molekularna. Molekularne podstawy patogenezy mikroorganizmów. Molekularne i komórkowe podstawy odpowiedzi immunologicznej. Tolerancja i nadwrażliwość immunologiczna. Szczepienia i przeszczepy. Biotechnologia – wykorzystanie organizmów w medycynie, rolnictwie, przemyśle i ochronie środowiska. Organizmy modyfikowane genetycznie. Efekty kształcenia – umiejętności i kompetencje: posługiwania się podstawowymi technikami biochemicznymi, genetycznymi, mikrobiologicznymi i immunologicznymi; rozumienia molekularnych podstaw funkcjonowania organizmów prokariotycznych i eukariotycznych; rozumienia możliwości wykorzystywania materiału biologicznego w medycynie, rolnictwie, przemyśle i ochronie środowiska.” Natomiast w punkcie „13. Kształcenie w zakresie genetyki człowieka: Treści kształcenia: Budowa genomu człowieka. Metody badań stosowane w genetyce człowieka – różnice w stosunku do metod używanych w genetyce innych organizmów. Molekularne podstawy zaburzeń genetycznych u człowieka – metody ich wykrywania. Występowanie chorób genetycznych człowieka w różnych populacjach. Możliwości leczenia chorób genetycznych. Różnorodne praktyczne zastosowania metod genetyki molekularnej człowieka – zapłodnienie in vitro, diagnostyka prenatalna, medycyna sądowa. Efekty kształcenia – umiejętności i kompetencje: rozumienia specyfiki genomu człowieka i metod stosowanych w genetyce człowieka; rozumienia przyczyn zaburzeń genetycznych człowieka i możliwości ich leczenia; praktycznego wykorzystywania genetyki molekularnej człowieka.”
- W załączniku nr 13 Ministra Nauki i Szkolnictwa Wyższego z dnia 12 lipca 2007 r. dotyczącego standardów kształcenia w zakresie kierunku biotechnologia[61], w rozdziale „… III. Ramowe treści kształcenia, 3. Treści i efekty kształcenia, B. Grupa treści kierunkowych, 2. Kształcenie w zakresie biologicznych aspektów biotechnologii…”, stanowiącym podstawę naukowo-technologiczną biologii medycznej i rozwijającej się medycyny molekularnej, podobnie jak w przypadku kierunku biologia podkreślono zastosowanie tej dziedziny w ochronie zdrowia i diagnostyce laboratoryjnej: „Treści kształcenia: Izolacja, identyfikacja i określanie właściwości pojedynczych substancji biologicznie aktywnych. Właściwości enzymów i możliwości ich wykorzystania do prowadzenia procesów biotechnologicznych – analiza i przygotowanie do zastosowań przemysłowych i medycznych. Techniki molekularne i technologie wykorzystywane w badaniach materiału genetycznego: PCR, klonowanie i sekwencjonowanie DNA, analizy genowe i genomowe. Mikroorganizmy o znaczeniu przemysłowym. Techniki sterowania metabolizmem komórkowym u różnych organizmów.Dodatkowo na studiach licencjackich: projektowanie i wykonywanie manipulacji na materiale genetycznym. Wykorzystywanie danych molekularnych w badaniach biologicznych i medycznych. Efekty kształcenia – umiejętności i kompetencje: rozumienia możliwości wykorzystania materiału biologicznego w biotechnologii – od pojedynczych cząsteczek, poprzez kompleksy cząsteczki, makrocząsteczki do organizmów jednokomórkowych i wielokomórkowych; stosowania podstawowych technik eksperymentalnych i laboratoryjnych biologii molekularnej.”

### Specjalizacje
- Pomimo że biologia medyczna od kilku lat stanowi osobny kierunek nauczania na poziomie uniwersyteckim[5][62] i doktoranckim[7][17], jak również specjalizację wielu jednostek naukowo badawczych[9][10][14][15], inaczej niż np. w przypadku fizyki medycznej, do chwili obecnej nie została formalnie usankcjonowania wpisem na listę dziedzin mających zastosowanie w ochronie zdrowia[1] i/lub diagnostyce laboratoryjnej[2].

### Instytucje
Naukowe, medyczne i formalno-prawne zagadnienia dotyczące biologii medycznej stanowią przedmiot zainteresowania wielu jednostek oraz instytucji w Polsce:
- Powołany decyzją PAN Instytut Biologii Medycznej PAN[63][64],
- Komitet Biotechnologii Medycznej Polskiej Akademii Nauk[65],
- Wydział Farmaceutyczny z Oddziałem Medycyny Laboratoryjnej] w Sosnowcu – uprawnienia nadawania tytułu doktora w dyscyplinie: biologia medyczna[66],
- Katedra Biochemii Klinicznej Collegium Medicum Uniwersytetu Jagiellońskiego[67],
- Centrum Medyczne Kształcenia Podyplomowego[68],
- Katedra Biologii Medycznej Wydziału Nauk Medycznych Uniwersytetu Warmińsko-Mazurskiego[69],
- Zakład Biologii Medycznej Warszawskiego Uniwersytetu Medycznego[70],
- Katedra Biologii Medycznej Collegium Medicum Uniwersytetu Mikołaja Kopernika w Bydgoszczy[71],
- Samodzielna Pracownia Biologii Medycznej Pomorskiej Akademii Medycznej[72],
- Centrum Egzaminów Medycznych (CEM) w Łodzi[73],
- Polska Federacja Biotechnologii[74],
- Ministerstwo Nauki i Szkolnictwa Wyższego[75],
- Ministerstwo Zdrowia[76],